# 月球轨道交会

月球轨道交会的示意图。

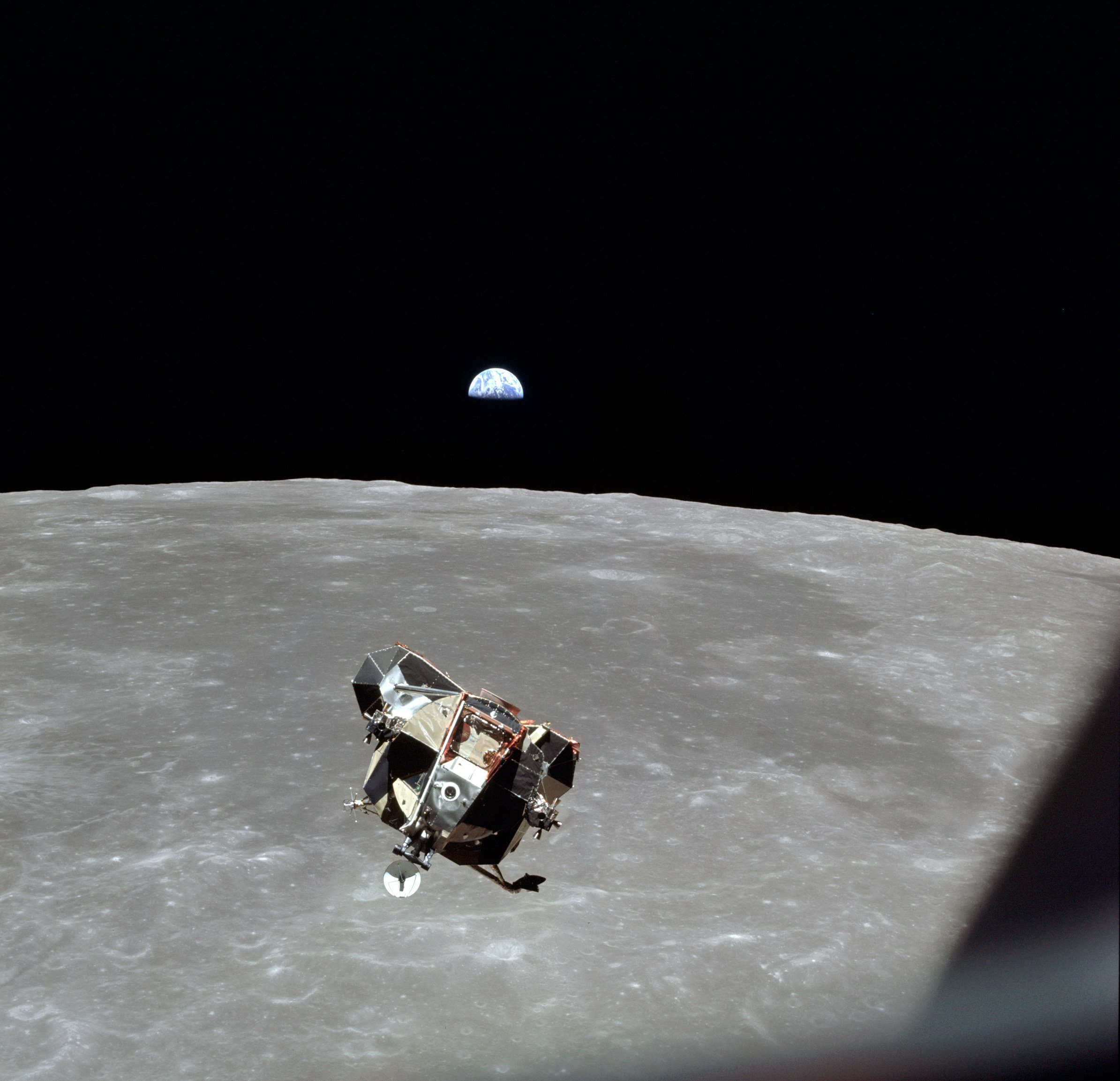
阿波罗11号的登月舱'鹰号'在月球轨道上与指挥舱'哥伦比亚号'会合。

月球轨道交会（英語：Lunar Orbit Rendezvous, 缩写：LOR）是有效地将人类登陆月球并将其送回地球的关键概念。它被用于 1960年代和1970年代的阿波罗计划任务。
月球轨道交会最早是由乌克兰工程师尤里·康德拉图克于1919年提出的，作为送人往返月球的最经济方式。
最著名的例子涉及阿波罗计划的指令/服务舱（CSM）和阿波罗登月舱（LEM），它们都被发送到单个火箭中进行跨月飞行。

## 优势和劣势

### 优势
一个优势是返回地球所需的推进剂不需要降落到月球上，这就节省了燃料。另外提供了一定程度的冗余备份。例如在阿波罗13号飞行任务中，当指令舱出现问题后，宇航员利用登月舱返回地球。
另一个优点是月球着陆器可以专门为此目的而设计，而不要求主航天器也适合登月。 最后，月球着陆器所需的第二套生命支持系统可以作为主航天器系统的备份。

### 劣势
劣势是登月舱需要单独的一套生命支持系统，也需要两套发动机，一套用于登月舱，一套用于指令/服务舱。
到1962年，月球轨道交会被认为是有风险的，因为即使在地球轨道上也没有实现太空交会。如果登月舱无法到达指令舱，两名宇航员将无法返回地球或在重返大气层后幸存下来。事实证明，这种恐惧是没有根据的，因为在1965年和1966年，在雷达和机载计算机的帮助下，在六次双子座计划任务中成功证明了交会。 它在阿波罗计划中尝试了八次，每次都成功完成。

## 阿波罗任务模式的选择

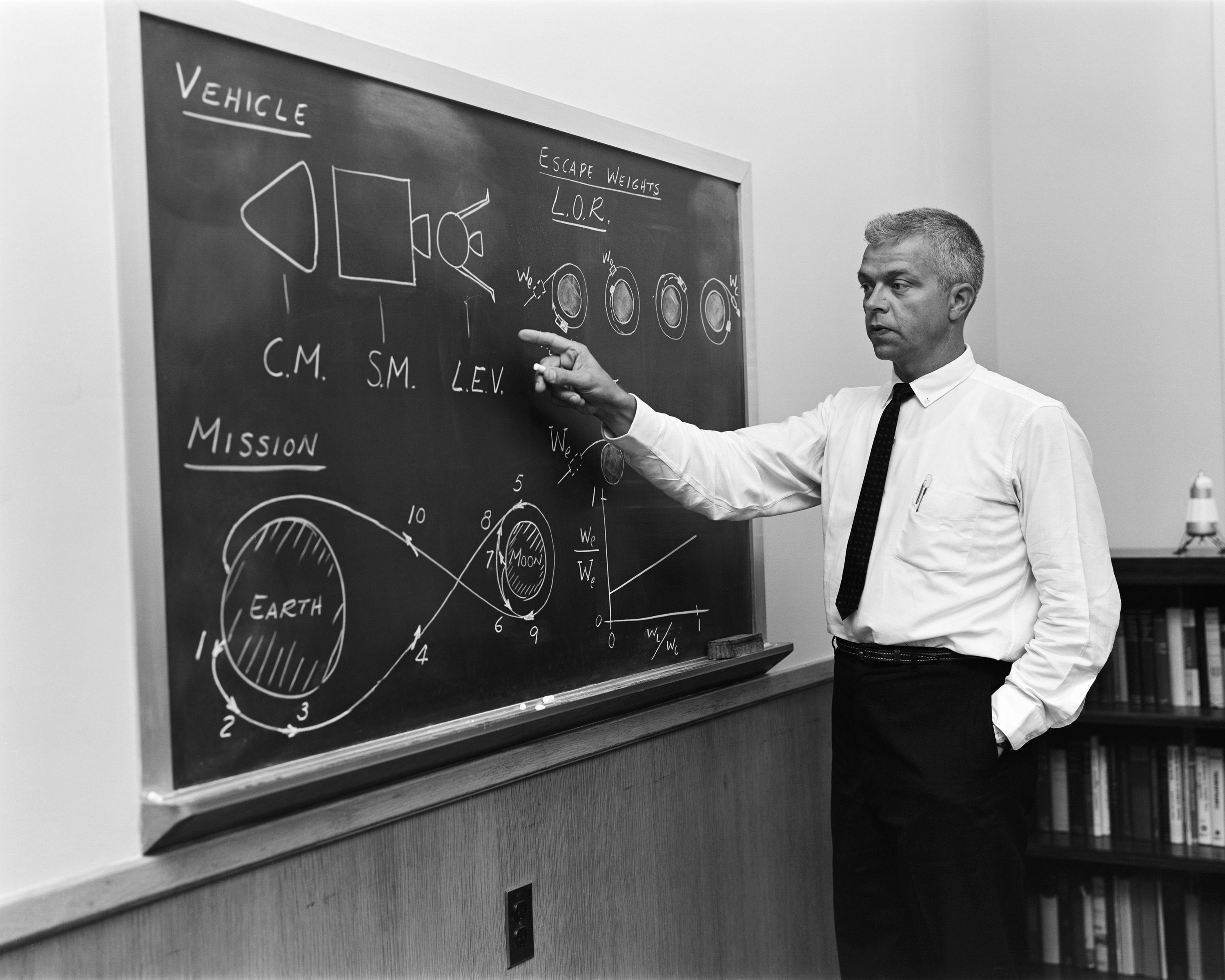
約翰·霍伯特博士解释月球轨道交会。

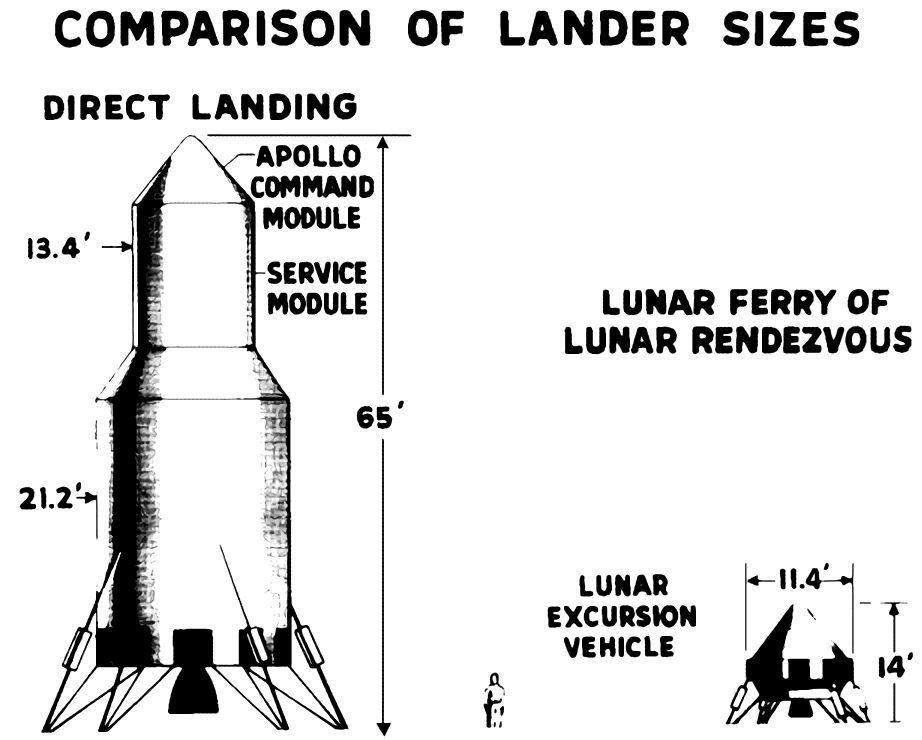
在早期的NASA兰利研究中心的研究中，月球着陆器尺寸的比较。

阿波罗计划中使用的登月飞行方法，具体是一个主航天器携带一艘小型的航天器，并由子航天器登月。这是最初提出的3种登月办法中的一种。
第1种是直接起飞。顾名思义，一个巨大的火箭（起名为“新星”）直接起飞，独自携带所有登月所需航天器，前往月球。
第2种是地球轨道交会，两个小一些的火箭携带航天器以及燃料在地球轨道对接，然后前往月球。
第3种则是利用地球轨道離心力進行拋物交会至月球軌道，返回地球亦是如此原理，可節省大量燃料之需求，讓原先不可能完成的登月之計畫得以實現，這就是Moonshot Thinking一詞的由來，由約翰·霍伯特领导的团队提出的方案。这种方案是一艘较大的航天器携带一艘装载宇航员的登月航天器，进入月球轨道之后，登月航天器与主航天器分离，并降落在月球表面；主航天器留在月球轨道。3名宇航员中的1名留在主航天器中。登月完成之后，登月航天器重新起飞，与主航天器在月球轨道集合，并返回地球。這種利用軌道運行的離心力，開啟了後來太空探測船星際飛行的可能。

## 使用LOR的其他计划

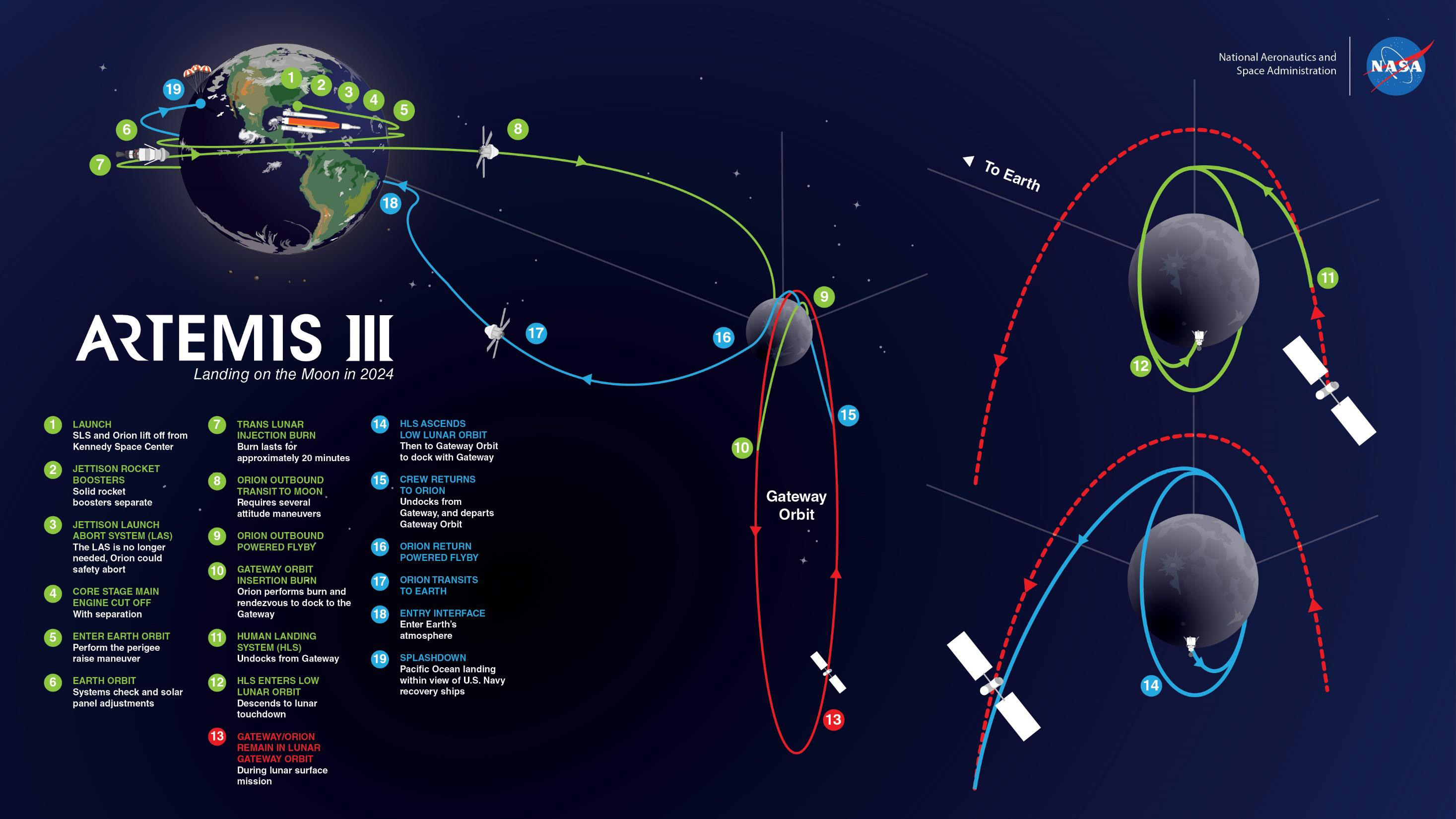
阿提米絲3號的计划轨迹说明了LOR的使用

- 苏联载人登月计划（英语：Soviet crewed lunar programs）使用月球轨道交会方案，组件包括N1运载火箭、LK登月舱和联盟7K-LOK号。
- 星座计划使用地球轨道交会和月球轨道交会的组合方案进行登月。
- 阿耳忒弥斯计划使用月球轨道交会方案，计划降落在月球南极地区。
- 中国载人月球探测工程使用月球轨道交会方案。

## 参阅
- 地球轨道交会
- 地月转移 (TLI)